# Sagas des Islandais
Pour un article plus général, voir Saga.

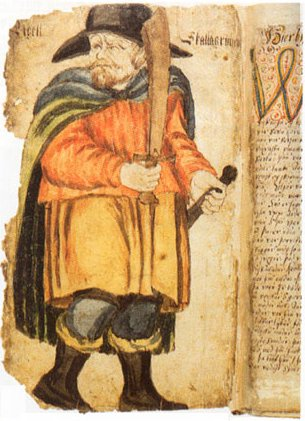
Egill Skallagrímsson dans un manuscrit de la Saga d'Egill

Les sagas des Islandais (Íslendingasögur) — également appelées « sagas de famille » — sont un sous-genre des sagas islandaises, écrit entre le XIIIe et XVe siècles. Il s'agit de récits se rapportant aux hauts faits d'un ancêtre ayant vécu aux Xe et XIe siècles en Islande. Leurs auteurs ne sont pas connus. Les héros de ces sagas sont généralement fameux en raison des expéditions vikings qu'ils ont menées ou de leurs qualités personnelles (sens de l'amitié, talent poétique, mœurs chevaleresques, etc.).

## Liste
Liste des sagas des Islandais :
- Bandamanna saga
- Bárðar saga Snæfellsáss
- Bjarnar saga Hítdœlakappa
- Brennu-Njáls saga
- Droplaugarsona saga
- Egils saga Skalla-Grímssonar
- Eiríks saga rauða
- Eyrbyggja saga
- Færeyinga saga
- Finnboga saga ramma
- Fljótsdæla saga
- Flóamanna saga
- Fóstbrœðra saga
- Gísla saga Súrssonar
- Grettis saga
- Grœnlendinga saga
- Gull-Þóris saga
- Gunnars saga Keldugnúpsfífls
- Gunnlaugs saga ormstungu
- Hallfreðar saga
- Harðar saga ok Hólmverja
- Hávarðar saga Ísfirðings
- Heiðarvíga saga
- Hrafnkels saga
- Hrana saga hrings
- Hænsna-Þóris saga
- Kjalnesinga saga
- Kormáks saga
- Króka-Refs saga
- Laxdæla saga
- Ljósvetninga saga
- Reykdœla saga ok Víga-Skútu
- Svarfdœla saga
- Valla-Ljóts saga
- Vatnsdœla saga
- Víga-Glúms saga
- Víglundar saga
- Vápnfirðinga saga
- Þorsteins saga hvíta
- Þorsteins saga Síðu-Hallssonar
- Þórðar saga hreðu
- Ölkofra saga